# Rœux
Roeux é uma comuna francesa na região administrativa de Altos da França, no departamento de Pas-de-Calais. Estende-se por uma área de 4,87 km². Em 2010 a comuna tinha 1 452 habitantes (densidade: 298,2 hab./km²).